# St. Vitus (Weimersheim)

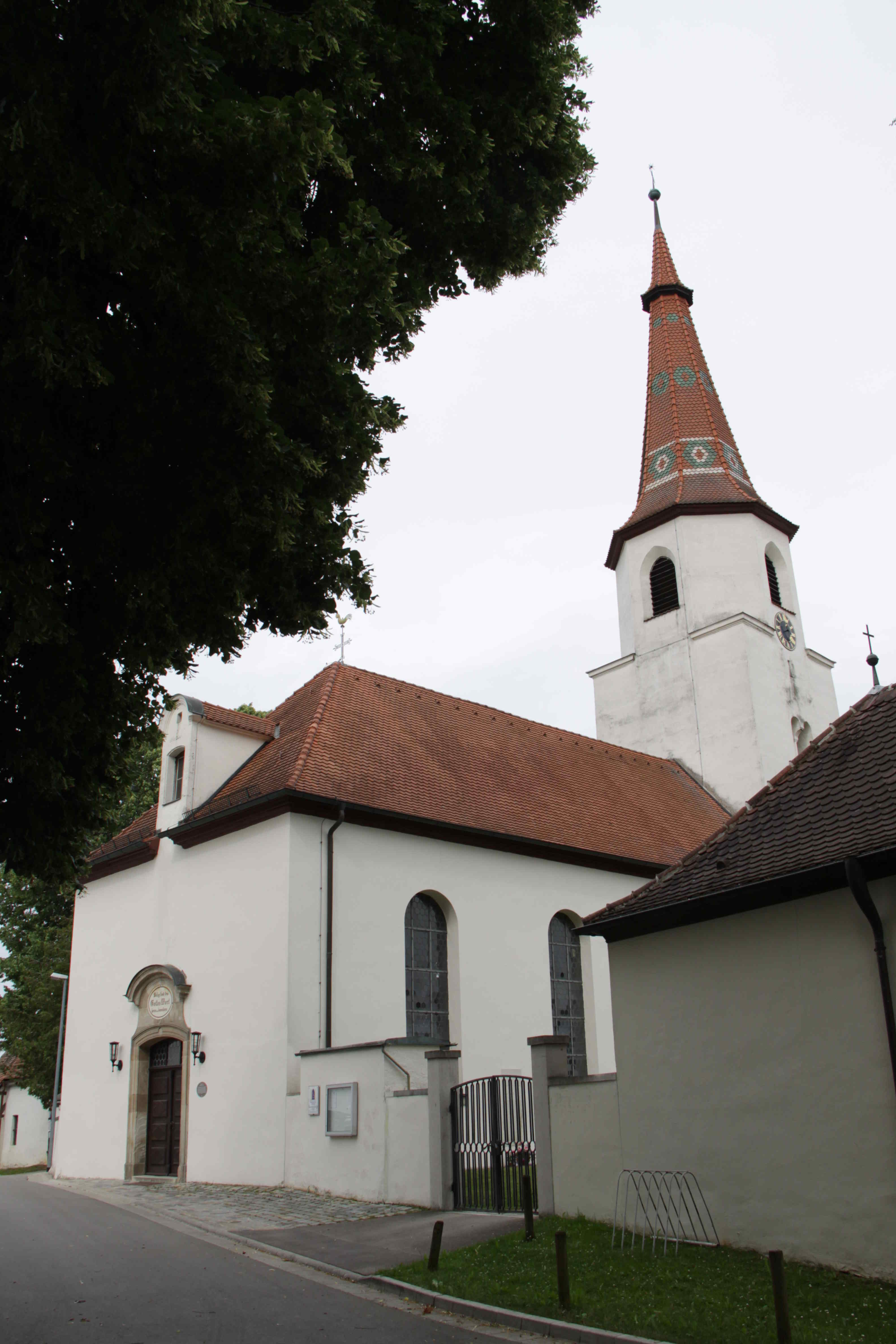
Die Weimersheimer Pfarrkirche

Die St.-Vitus-Kirche ist eine evangelisch-lutherische Kirche in Weimersheim, einem Gemeindeteil der Stadt Weißenburg in Bayern im mittelfränkischen Landkreis Weißenburg-Gunzenhausen. St. Vitus ist die Pfarrkirche der Kirchengemeinden Weimersheim und Kattenhochstatt im Evangelisch-Lutherischen Dekanat Weißenburg in Bayern. Die Kirche ist unter der Denkmalnummer D-5-77-177-580 als Baudenkmal in die Bayerische Denkmalliste eingetragen. Ihre untertägigen Bestandteile sowie die Vorgängerbauten sind als Bodendenkmal (Nummer D-5-6931-0428) eingetragen.

## Geographische Lage
Die Kirche mit der postalischen Adresse Weimersheimer Ring 27 steht innerhalb des Ortskerns innerhalb des Friedhofs und umgeben von weiteren Baudenkmälern auf einer Höhe von 457 Metern über NHN.

## Geschichte und Baubeschreibung
Eine Kirchweihe ist zwischen 1057 und 1075 durch Gundekar II. sowie zwischen 1182 und 1196 durch Otto von Eichstätt beurkundet. Die Chorturmkirche ist mittelalterlichen Ursprungs. Das Langhaus wurde 1738 erweitert. Der relativ hohe Kirchturm wurde 1706 erhöht und wird von einem Spitzhelm gekrönt. Während einer Renovierung im Jahr 1958 wurden im Turmuntergeschoss Fresken aus der zweiten Hälfte des 14. Jahrhunderts sowie spätgotische Wandmalereien im Chor freigelegt. Der Taufstein stammt aus dem 16. Jahrhundert. Die zweimanualige Orgel mit 11 Registern wurde im Jahr 1971 als Opus 2246 von G. F. Steinmeyer & Co. gebaut. Eine Besonderheit bildet die barocke Kanzel, da sie sich über der im 19. Jahrhundert eingebauten Sitzbank des Klingelbeutelträgers befindet. Die Emporen wurden 1921 mit floralen Motiven bemalt. In den 1950er Jahren und der zweiten Hälfte der 1990er Jahre wurde die Kirche umfassend renoviert.
Auf dem Gelände der Kirche stand bis 2018 eine als Naturdenkmal ausgewiesene Sommerlinde.